# Mihail Vasiljevič Aleksejev
Mihail Vasiljevič Aleksejev (rusko Михаи́л Васи́льевич Алексе́ев), ruski general, * 15. november (3. november, ruski koledar) 1857, Tverska gubernija, Ruski imperij (danes Rusija), † 25. september 1918, Jekaterinodar (danes Krasnodar, Rusija).
Aleksejev je bil kot aktivni član bele garde eden od vodij protiboljševističnih sil v oktobrski revoluciji in državljanski vojni v letih 1917 in 1918.
Leta 1914 je prejel čin pehotnega generala, leta 1916 pa je postal generaladjutant.